# Ишеево (Татарстан)
Ишеево — село в Апастовском районе Татарстана. Входит в состав Ишеевского сельского поселения.

## География
Находится в западной части Татарстана на расстоянии приблизительно 6 км на восток-юго-восток по прямой от районного центра посёлка Апастово у речки Улема.

## Палеонтология
В районе Ишеево находится одно из богатейших местонахождений окаменелостей позвоночных из раннетатарских отложений пермского периода. В ходе раскопок, проводившихся под руководством И. А. Ефремова в конце 1930-х гг, в песчаной толще обнаружена фауна, обитавшая в районе впадения рек в солоноватый водоём, благодаря чему в отложениях представлены и наземные, и водные виды. Ископаемый материал включает хрящевых рыб Xenosynechodus egloni, палеонисков Platysomus biarmicus, амфибий Enosuchus breviceps, парарептилий Lanthanosuchus watsoni и терапсид: Ulemica invisa, Ulemosaurus svijagensis, Titanophoneus potens, Deuterosaurus jubilaei и Syodon efremovi.

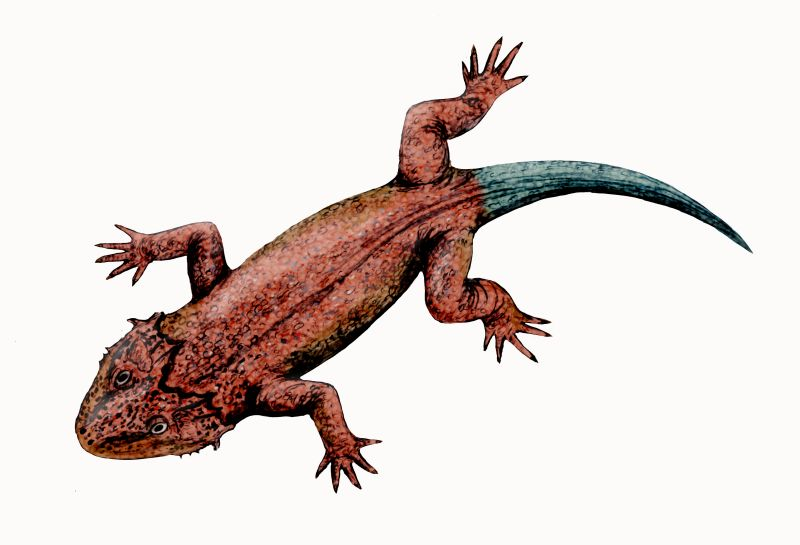
Lanthanosuchus watsoni
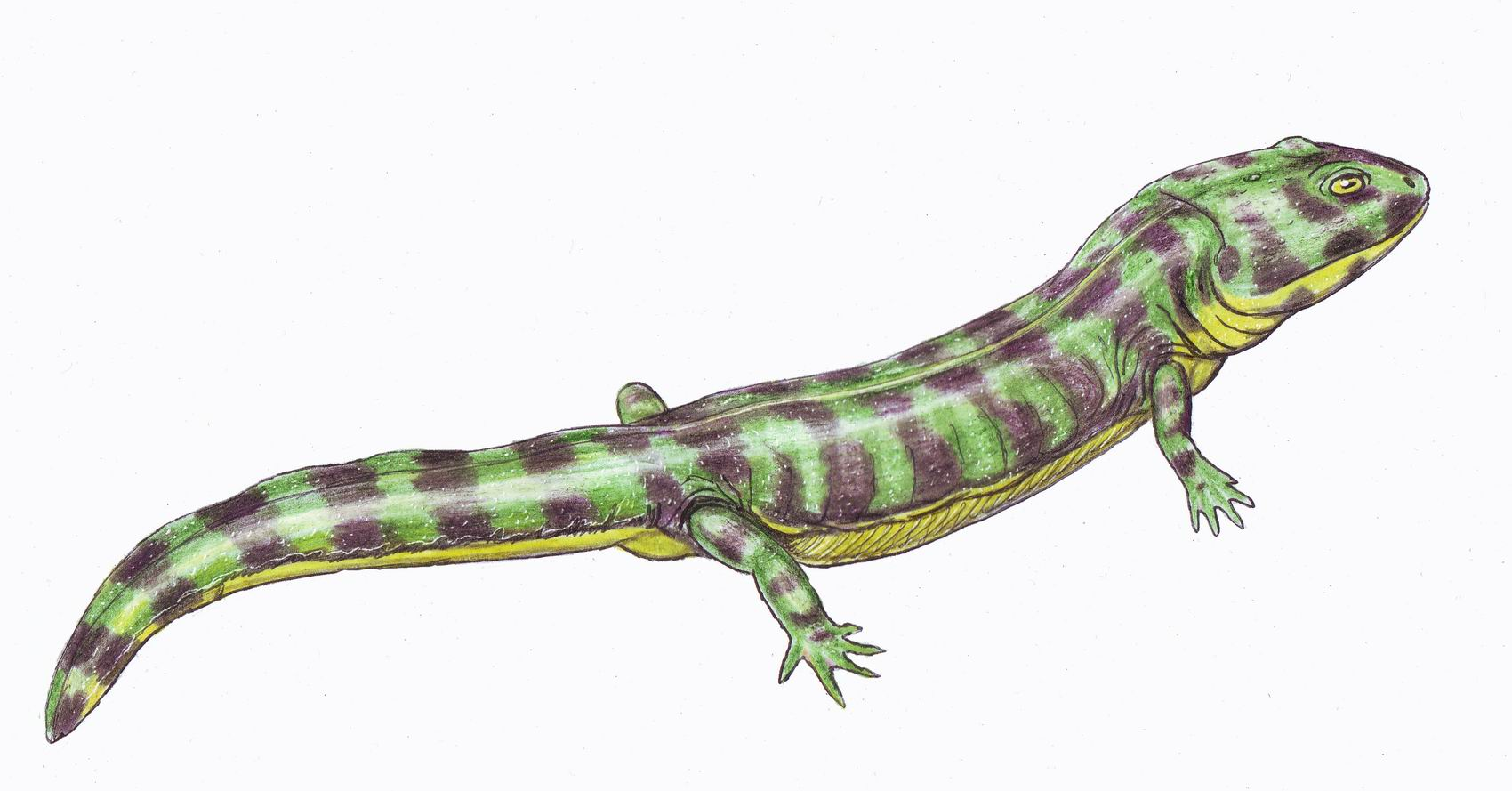
Enosuchus breviceps
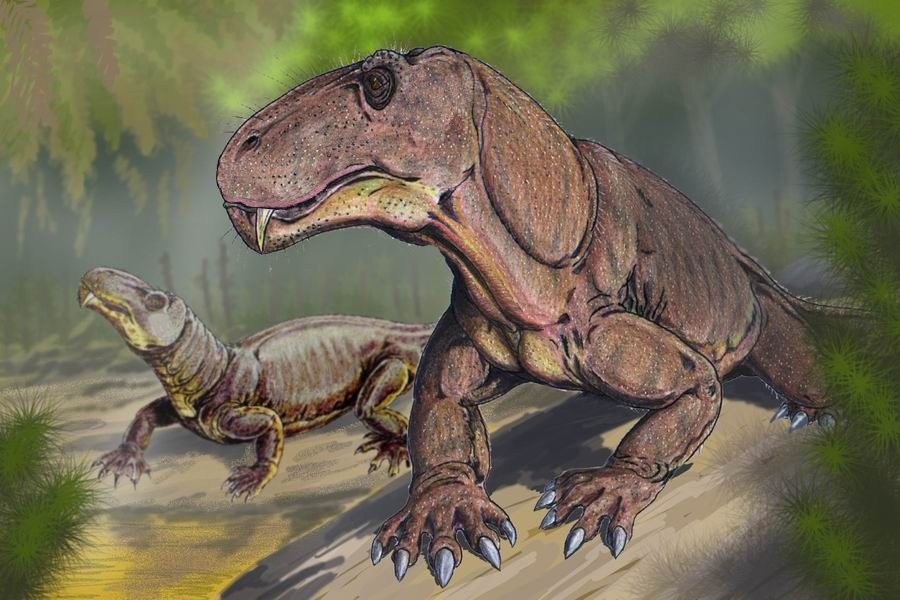
Titanophoneus
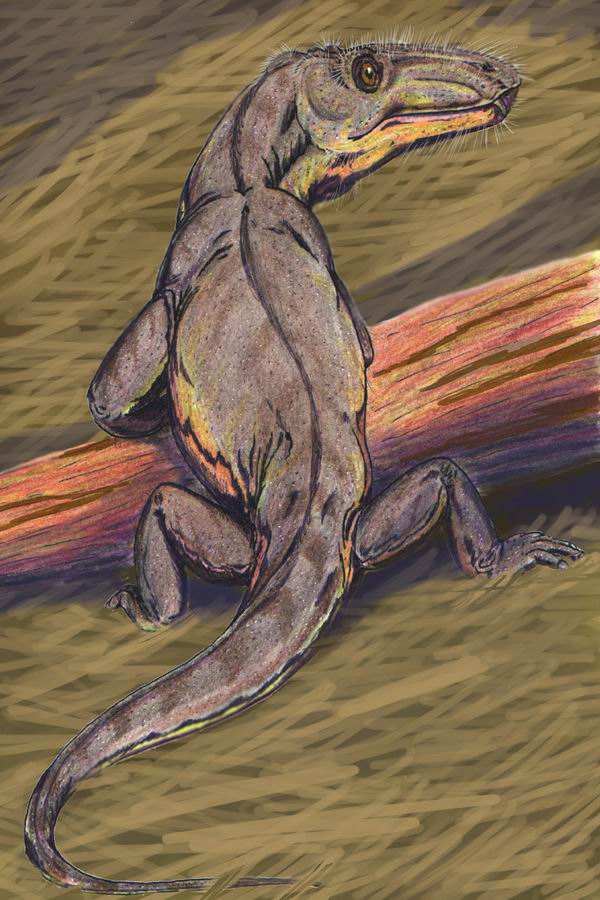
Syodon

## История
Известно с 1646 года. Упоминалось также как Никольское (по церкви, построенной в 1795 году). После резкого снижения количества русских жителей в начале XXI столетия было заселено татарами.

## Население
Постоянных жителей было в 1782 году — 250 душ мужского пола, в 1859 — 649 жителей, в 1897 — 937, в 1908 — 933, в 1920 — 649, в 1926 — 608, в 1938 — 503, в 1949 — 432, в 1958 — 258, в 1970 — 100, в 1979 — 54, в 1989 — 36. Постоянное население составляло 11 человека (татары 82 %) в 2002 году, 1 в 2010.